# Parafia św. Marii Magdaleny w Działoszynie
Parafia Świętej Marii Magdaleny – parafia rzymskokatolicka w Działoszynie. Należy do dekanatu Działoszyn archidiecezji częstochowskiej. Została utworzona w XIV wieku. Kościół parafialny został zbudowany w 1787 roku w stylu barokowym.